# Dan Harmon
Dan Harmon (Milwaukee, 3 gennaio 1973) è uno sceneggiatore, attore e regista statunitense.
È noto soprattutto come ideatore della serie televisiva Community trasmessa da NBC e come co-ideatore della serie animata Rick and Morty. Ha anche co-sceneggiato il film d'animazione Monster House.

## Biografia
Harmon è nato a Milwaukee nel Wisconsin. Si è diplomato alla Brown Deer High School di Brown Deer, un sobborgo di Milwaukee, ed ha frequentato la Marquette University. Ha frequentato per breve tempo il Glendale Community College, esperienza da cui ha tratto l'ispirazione per la serie Community.

### Gli inizi della carriera (1996-2008)
Harmon era un membro del ComedySportz Milwaukee e della scketch troupe dei The Dead Alewives, accanto a Rob Schrab. I due hanno prodotto un album dal titolo Take Down the Grand Master nel 1996. 
Harmon è stato co-creatore dell'episodio pilota televisivo Heat Vision and Jack (interpretato da Owen Wilson e Jack Black) e di numerosi altri show di Channel 101, alcuni dei quali con Jack Black, Drew Carey e Sarah Silverman. 
Lui e Rob Schrab hanno scritto la sceneggiatura del film candidato all'Oscar Monster House.

### Community (2009-2012, 2014-2015)

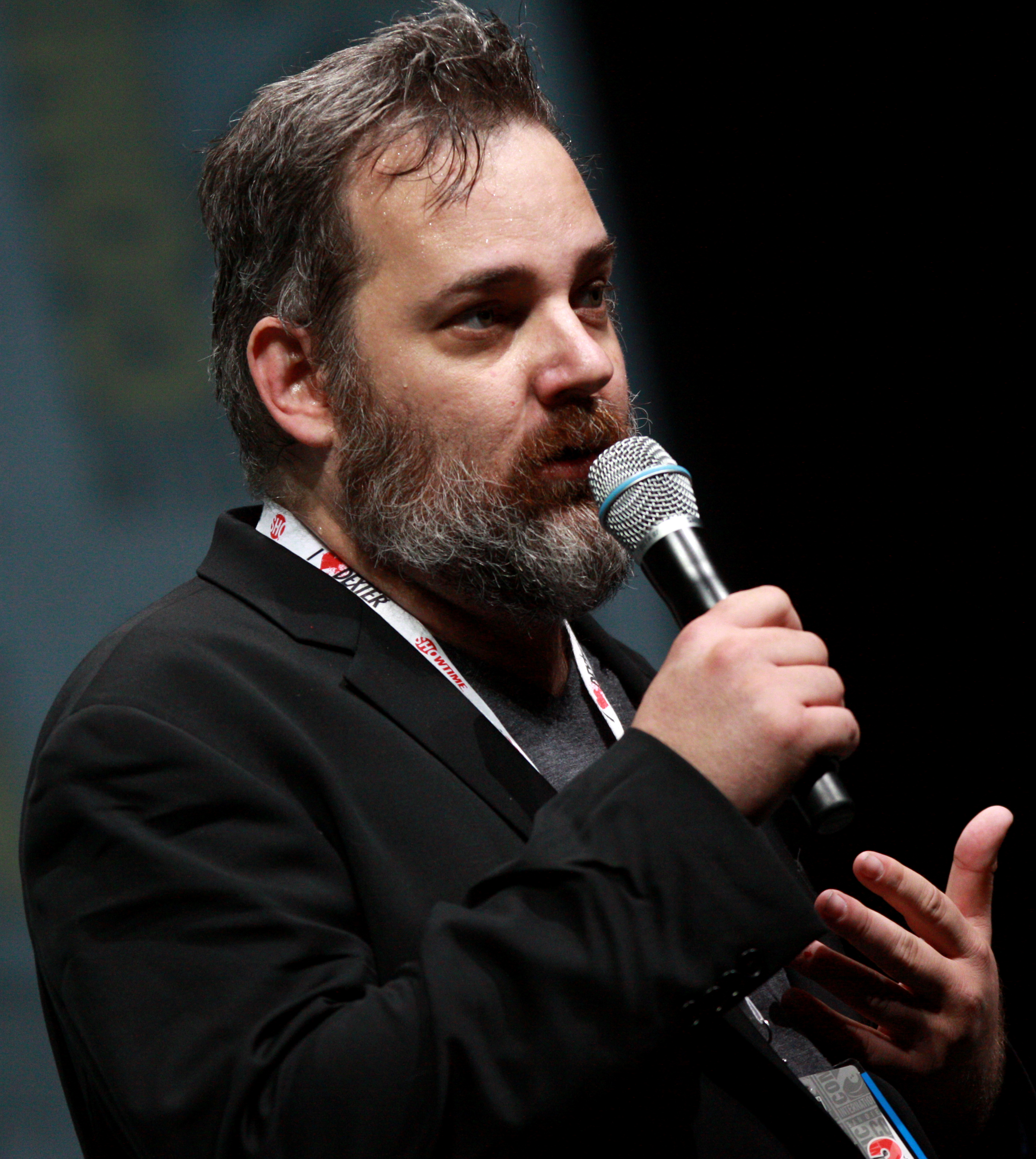
Dan Harmon al San Diego Comic Con 2013

Nel 2009 la NBC ha deciso di produrre la sitcom Community, creata da Harmon sulla sua esperienza al Community college. Harmon è stato produttore esecutivo e showrunner della serie per 3 stagioni fino al 18 maggio 2012, quando è stato annunciato che Harmon avrebbe lasciato in conseguenza delle tensioni tra lui ed i dirigenti Sony.  Il 1º giugno 2013, Harmon ha annunciato che sarebbe tornato, come co-showrunner insieme a Chris McKenna: questo è stato confermato da Sony Pictures il 10 giugno. NBC ha annullato lo show dopo la sua quinta stagione nel maggio 2014, ed Harmon il 30 giugno 2014 ha annunciato che Yahoo! aveva rinnovato la serie per un totale di 13 episodi della sesta stagione, poi trasmessi on-line su Yahoo! Screen.

### Harmontown (2011-oggi)
Il 23 maggio 2011, Harmon ha cominciato ad ospitare uno spettacolo comico dal vivo mensile a Meltdown Comics, a Hollywood, chiamato Harmontown. Dopo il suo ritiro da Community, lo spettacolo è diventato settimanale. Lo spettacolo ha cambiato poi nome in Harmon Quest, è stato co-ospitato da Jeff B. Davis ed ha messo a disposizione campagne di giochi di ruolo, dapprima di Dungeons & Dragons, e più tardi di Shadowrun. Lo spettacolo è stato caratterizzato dalla presenza di vari ospiti, come ad esempio Kumail Nanjiani, Curtis Armstrong, Mitch Hurwitz, Aubrey Plaza, Eric Idle, Greg Proops, Jason Sudeikis, Zoe Lister-Jones, Ryan Stiles, Robin Williams e Erin McGathy, l'ex moglie di Harmon. Harmon e Davis hanno portato lo show in tour all'inizio del 2013. Il tour è diventato poi il soggetto di un documentario prodotto dal regista Neil Berkeley che segue Harmon, Davis, McGathy, e Crittenden. La prima del documentario, chiamato Harmontown, si è svolta all'Austin Film Festival SXSW l'8 marzo 2014.

### Rick and Morty (2012-oggi)
Harmon ed il co-showrunner, Justin Roiland, hanno iniziato a sviluppare idee per uno show di animazione, durante la pausa durata un anno di Harmon da Community. Per la sua stagione autunnale 2012, Adult Swim ha ordinato, ad Harmon e Roiland, l'episodio pilota di questa serie animata. L'episodio, intitolato Rick and Morty, raccontava le avventure di un brillante ma meschino inventore e di suo nipote. La serie animata ha debuttato il 2 dicembre 2013 con la prima stagione ed è stata poi rinnovata per una seconda (2015) e terza stagione. Nella serie Harmon presta la voce al personaggio ricorrente di Persuccello e ad altri personaggi minori.

### Great Minds with Dan Harmon (2016-oggi)
Dal febbraio 2016, Harmon ha interpretato, in una versione romanzata di se stesso, Great Minds with Dan Harmon, una serie comica di viaggi nel tempo su History.

### Vita privata
Nel novembre 2014, Dan ha sposato la compagna di lungo corso, Erin McGathy. I due hanno poi divorziato a ottobre 2015. Harmon ha dichiarato di soffrire della Sindrome di Asperger, dopo aver letto i sintomi ed essersi informato sulla sindrome.

## Filmografia

### Sceneggiatore
- Computerman - serie TV, (2003-2004)
- Laser Fart - serie TV, 8 episodi (2004-2005)
- Monster House, regia di Gil Kenan (2006)
- Acceptable TV - serie TV, 20 episodi (2007)
- Tenacious D: The Complete Masterworks 2, registi vari (2008)
- The Sarah Silverman Program - serie TV, 6 episodi (2007)
- Community - serie TV, 6 stagioni (2009-2014)
- Rick and Morty - serie animata (2013-in corso)
- HarmonQuest - serie animata, 14 episodi (2016-2019)
- Strange Planet - serie animata (2023-in corso)
- Krapopolis - serie animata (2023-in corso)

### Attore
- Downer, regia di Brian James McGuire (1997)
- Computerman - serie TV (2004)
- Laser Fart - serie TV, 10 episodi (2004-2005)
- Acceptable TV - serie TV, 20 episodi (2007)
- In the Motherhood - serie TV, episodio 1x03 (2009)
- Funny People, regia di Judd Apatow (2009)
- Our Footloose Remake, registi vari (2011)
- Arrested Development - Ti presento i miei (Arrested Development) - serie TV, episodio 4x02 (2013)
- Harmontown, regia di Neil Berkeley (2014)
- Great Minds with Dan Harmon - serie TV (2016)

### Doppiatore
- Mary Shelley's Frankenhole - serie animata, 5 episodi (2012)
- Axe Cop - serie animata, 2 episodi (2013)
- Rick and Morty - serie animata, voce di Persuccello ed altri personaggi minori (2013-in corso)
- Community - serie TV, episodio 5x11 (2014)
- HarmonQuest - serie animata, 14 episodi (2016-2019)

### Regista
- Laser Fart - serie TV, episodio 1x01 (2004)
- Acceptable TV - serie TV, 20 episodi (2007)

## Doppiatori italiani
Nelle versioni in italiano dei suoi lavori, Dan Harmon è stato doppiato da:
- Claudio Moneta in Community (Sleep Apnea)

Da doppiatore è sostituito da:
- Alberto Sette in Community (annunciatore pubblicitario)
- Carlo Ragone in Rick and Morty (Persuccello)
- Emiliano Reggente in Rick and Morty (Triceratopo)
- Maurizio Tesei in Rick and Morty (Furto-tron)
- Emiliano Ragno in Rick and Morty (Random-tron)